# Drets i deures fonamentals de la Constitució espanyola

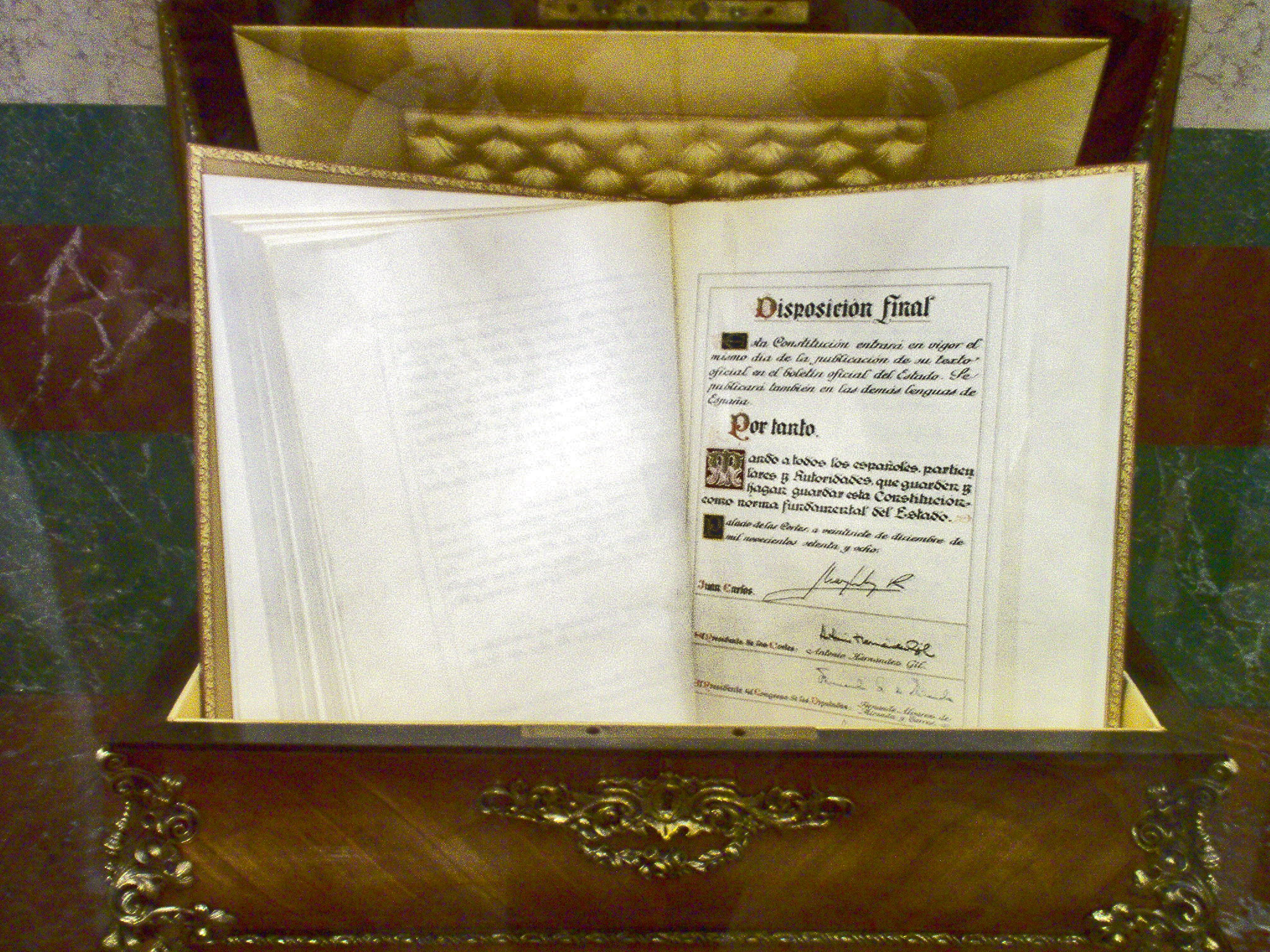
La Constitució Espanyola de 1978 en un exemplar a les Corts.

Els Drets i deures fonamentals de la Constitució Espanyola de 1978, es troben recollits en el capítol segon del títol primer d'aquest text. Els podríem diferenciar en quatre grans blocs. És important recordar que la secció primera d'aquest capítol de la Constitució, articles que van des del 14 fins al 29 i el 30.2, són drets que solament poden ser regulats per llei orgànica.
Els drets de la secció primera poden anomenar-se estrictament parlant "drets fonamentals", que estan especialment protegits, mentre que els de la secció segona no ho estan. Així i tot, es solen referir com a "drets fonamentals" els recollits en ambudes seccions.
Respecte als no-ciutadans (com són els estrangers), la constitució sí que garanteix els seus drets perquè hi ha preceptes que es refereixen exclusivament als espanyols i altres es refereixen a "tots".

## Drets

### Drets sobre llibertats personals

#### Dret a la vida
L'article 15 de la Constitució Espanyola recull el dret a la vida, però a més a més, recull el dret a la integritat física (a totes les parts del propi cos) i a la integritat moral. Queda expressament prohibida la tortura.

#### Dret a la llibertat religiosa
L'Estat espanyol es declara un estat aconfessional, que comporta que s'han de respectar totes les religions a efectes del que indica l'article 16 de la Constitució espanyola. Alguns juristes indiquen que a aquest efecte, qualsevol ensenyament religiós hauria de ser recollit per l'escola pública en virtut d'aquest dret fonamental.

#### Dret a la llibertat i la seguretat
L'article 17 de la Constitució espanyola salvaguarda el dret a la llibertat personal mentre no es violi la llibertat d'algú altre. En aquest sentit, la carta magna reconeix que ningú pot ser detingut sense causa i preveu el procediment d'habeas corpus, que haurà de ser desenvolupat per llei, regulació que es va fer efectiva amb la  Llei 6/1984. D'aquesta manera s'evita que en qualsevol detenció, si el detingut considera que és il·legal, el procediment de detenció s'allargui més de 24 hores d'ençà que es demana l'aplicació d'aquest dret.

#### Dret a la intimitat personal i familiar
A l'article 18, la Constitució espanyola regula el dret a la pròpia imatge, inclòs el dret a la inviolabilitat del domicili.

#### Dret al secret de comunicacions
En el mateix article 18, s'intenta garantir el secret de les comunicacions entre ciutadans espanyols. Una de les conseqüències de l'aparició d'aquest dret a la Constitució fou l'elaboració de la Llei orgànica de protecció de dades (LOPD), que fou aprovada l'any 1999.

#### Dret a llibertat de circulació i residència
A l'article 19, la Constitució espanyola disposa que tot espanyol és lliure de moure's pel territori, de fet, amb els Acords de Schengen, qualsevol ciutadà espanyol és lliure de moure's en tot l'espai Schengen. Igualment, la Constitució reconeix el dret dels espanyols a residir on vulguin dins el territori nacional.

### Drets de participació

#### Dret a la llibertat d'expressió
A l'article 20 es regula el dret d'expressió, que es basa en la capacitat d'expressar el que es vulgui (creació literària, llibertat de càtedra, etc.) sense que es caigui en la calúmnia. Es té el dret de comunicar i de rebre informació veraç.
Està limitat especialment per altres drets, que són: dret a l'honor, dret a la intimitat, dret a la pròpia imatge i la protecció de la joventut i la infància.

#### Dret a l'ensenyament
La Constitució regula, a l'article 27, el dret a l'ensenyament i es reconeix l'ensenyament lliure. Aquest dret, en contra del que es podria pensar, no obliga qualsevol espanyol en edat d'escolarització a ser ensenyat en un centre educatiu, sinó que permet que aquest dret es faci a casa sempre sota l'empara del que la Llei orgànica d'educació disposi.

#### Dret de reunió
La Constitució reconeix, a l'article 21, el dret de reunió sense comunicació, de les persones sempre que sigui pacífica i sense armes, a excepció del cas que s'ocupi la via pública on s'haurà de comunicar a les autoritats que sols podran prohibir-la quan es consideri que posin en perill l'ordre públic.
El dret a manifestar-se està limitat pel dret de la lliure circulació.

#### Dret d'associació
La Constitució, reconeix a l'article 22, el dret d'associar-se en funció d'una finalitat conjunta. Les entitats que s'inscriguin en el registre corresponent seran reconegudes com a tal, a excepció que la seva finalitat sigui constitutiva d'un delicte.

#### Dret de participació
La Constitució reconeix, a l'article 23, a tots els espanyols la possibilitat de participar en política, i en les institucions públiques, així com l'accés en igualtat de condicions a la funció publica.
Basant-se en aquest article, el Tribunal Constitucional ha consagrat els anomenats drets fonamentals dels parlamentaris, que són susceptibles de protecció mitjançant el recurs d'empara. Així, s'ha regulat jurídicament dos aspectes fonamentals del procés polític: el sistema electoral i el funcionament dels òrgans representatius. Aquesta es tracta d'una jurisprudència de gran transcendència democràtica, ja que permet protegir les minories parlamentàries contra els possibles abusos dels grups majoritaris, garantint la pluralitat política inherent a tota societat democràtica consolidada.

#### Dret de Petició
L'article 29 de la Constitució espanyola reconeix als ciutadans el dret de petició davant les autoritats competents, que consisteix a poder fer qualsevol sol·licitud tant a nivell individual com col·lectiu, respecte a ells mateixos o a la gent del seu entorn. S'interpreta però, que si als 3 mesos de la sol·licitud es produeix el silenci administratiu la petició és desestimada, com també queda recollit en la llei 30/1992.

### Drets Institucionals

#### Dret a la tutela judicial
En funció de l'article 24 de la Constitució espanyola, els espanyols tenen dret a:
- Lliure accés als tribunals.
- A obtenir un veredicte.
- Al compliment del veredicte.
- A la legalitat penal i al procediment administratiu sancionador.
- presumpció d'innocència

Aquest dret també es desenvolupa en l'article 25 on es recull que la pena privativa de llibertat ha d'estar sempre encaminada a la reinserció del reu.

#### Dret a l'educació
L'article 27 també desenvolupa el dret a l'educació, gratuïta i obligatòria.

### Drets econòmics i socials
En aquest apartat podríem dir que es recullen el dret a:
- Sindicació (Desenvolupat per la Llei Orgànica de Llibertat Sindical[9]
- Vaga
- Propietat privada
- Treball
- Negociació Col·lectiva
- l'adopció de mesures de conflicte
- Llibertat d'empresa.

## Garanties
La jurisprudència ha establert respecte els drets no densenvolupats pel legislador, com va ser el cas del dret a l'objecció de consciència, que "no pot veure's suprimit per la falta d'acció regulatòria pel legislador".
L'exercici de drets i llibertats queda solament regulat per normes jurídiques que segueixen el procediment legislatiu, queda així exclòs el poder executiu de la seua regulació. A més, explícitament està prohibit que mitjançant decret llei regule qüestions relatives als drets i deures fonamentals del títol primer (article 86 de la Constitució).
L'article 53 estableix que els drets i llibertats del primer títol poden regular-se mitjançant llei respectant el seu contingut essencial. Aquest article còpia l'article 14 de la Llei Fonamental de la República Federal Alemanya) i suposa un problema per a decidir quin és el contingut essencial dels drets fonamentals.
Les garanties judicials dels drets fonamentals es troben amb el recurs d'inconstitucionalitat, el recurs d'empara i el sistema judicial en conjunt. El recurs d'empara solament es pot plantejar quan tots els altres recursos disponibles davant els tribunals ordinaris hagen sigut esgotats, segons establí la Llei Orgànica del Tribunal Constitucional.

## Suspensió
La suspensió dels drets pot donar-se per la declaració d'estats excepcionals (on ocorre suspensions col·lectives) o per circumstàncies d'una o unes poques persones.
La suspensió de drets per a determinats individus es fa en el marc d'investigacions per actuació de bandes armades o elements terroristes, tal com marca l'article 55 de la Constitució. La Constitució limita aquests drets suspesos a la detenció governativa, la inviolabilitat del domicili i el secret de les comunicacions.